# (14157) Pamelasobey
(14157) Pamelasobey (1998 SA133) – planetoida z pasa głównego asteroid okrążająca Słońce w ciągu 3,41 lat w średniej odległości 2,26 j.a. Odkryta 26 września 1998 roku.